# غي، كونت فلاندرز
غي، كونت فلاندرز (بالفرنسية: Gui de Dampierre)‏ (و. 1226 – 1305 م) هو كونت فلاندرز، ولد في شامبانيا، توفي في كومبيين، عن عمر يناهز 79 عاماً.